# K League 2
Die K League 2 (Hangul: K리그2) ist die zweithöchste Spielklasse im südkoreanischen Fußball. Sie wurde 2013 als eine neue Profiliga eingeführt.

## Geschichte
2011 gab die K League bekannt, eine zweite Profiliga etablieren zu wollen. Um den Profisport breiter aufzustellen, unternahm die K League in der darauffolgenden Zeit viele Schritte, um die zweite Profiliga realisieren zu können. 2012 wurden erstmals die neuen Mitglieder der 2. Liga ermittelt. Mit Gwangju FC und Sangju Sangmu FC standen am Ende der Saison 2012 die entsprechenden Absteiger in die neue 2. Liga fest.
Am 3. Januar 2013 gab die K League den offiziellen Namen der Liga bekannt. Ursprünglich war geplant, dass die höchste Profiliga Südkoreas den Liganamen K League Classic tragen und die neue 2. Liga einfach K League genannt werden sollte. Da aber der Name der 2. Liga für Verwirrung und Kontroverse sorgte, wurde die Liga offiziell K League Challenge genannt. Fünf Jahre darauf, am 22. Januar 2018, wurde die Liga in K League 2 umbenannt.

## Ligagewinner
| Spielzeit | Ligagewinner       | Play-off-Sieger         | Torschützenkönig                                 | Anzahl d. Vereine | Zuschauer gesamt                   | Ligaschnitt |
| --------- | ------------------ | ----------------------- | ------------------------------------------------ | ----------------- | ---------------------------------- | ----------- |
| 2013      | Sangju Sangmu FC   | -                       | Lee Keun-ho, Gimcheon Sangmu FC (15 Tore) *      | 8                 | 235.846                            | 1.685       |
| 2014      | Daejeon Citizen FC | Gwangju FC              | Adriano, Daejeon Hana Citizen FC (27 Tore)       | 10                | 217.967                            | 1.211       |
| 2015      | Sangju Sangmu FC   | Suwon FC                | Johnathan, Daegu FC (26 Tore)                    | 11                | 353.410                            | 1.599       |
| 2016      | Ansan Mugunghwa FC | Daegu FC                | Kim Dong-chan, Daejeon Hana Citizen FC (20 Tore) | 11                | 332.448                            | 1.504       |
| 2017      | Gyeongnam FC       | Busan IPark FC          | Marcão, Gyeongnam FC (22 Tore)                   | 10                | 418.175                            | 2.323       |
| 2018      | Asan Mugunghwa FC  | Seongnam FC             | Na Sang-ho, Gwangju FC (16 Tore)                 | 10                | 300.744                            | 1.719       |
| 2019      | Gwangju FC         | Busan IPark FC          | Felipe, Gwangju FC (19 Tore)                     | 10                | 553.166                            | 3.006       |
| 2020      | Jeju United FC     | Suwon FC                | Ahn Byeong-jun, Suwon FC (20 Tore)               | 10                | coronabedingt meist ohne Zuschauer | -           |
| 2021      | Gimcheon Sangmu FC | Daejeon Hana Citizen FC | Ahn Byeong-jun, Busan IPark (23 Tore)            | 10                | 127.695                            | 694         |
| 2022      | Gwangju FC         | Daejeon Hana Citizen FC | Tiago Orobo, Gyeongnam FC (18 Tore)              | 11                |                                    |             |
| 2023      | Gimcheon Sangmu FC |                         |                                                  | 13                |                                    |             |

 * Gleiche Anzahl von Toren wie Alex (32 Spiele) und Lee Sang-hyup (29 Spiele), aber in weniger Spielen (25 Spiele).

### Ligateilnehmer
| Team                 | Stadt     | Trainer          | Stadion                         | Kapazität |
| -------------------- | --------- | ---------------- | ------------------------------- | --------- |
| Gimcheon Sangmu FC   | Gimcheon  | Jeong Jeong-yong | Gimcheon-Stadion                | 25.000    |
| Seongnam FC          | Seongnam  | Lee Ki-hyung     | Tancheon-Stadion                | 16.250    |
| FC Anyang            | Anyang    | Lee Uh-hyeong    | Anyang-Stadion                  | 18.216    |
| Bucheon FC 1995      | Bucheon   | Lee Yeong-min    | Bucheon-Stadion                 | 35.456    |
| Gyeongnam FC         | Changwon  | Seol Ki-hyeon    | Changwon-Fußballcenter          | 15.116    |
| Chungnam Asan FC     | Asan      | Park Dong-hyeok  | Yi-Sun-shin-Sportstadion        | 19.283    |
| Seoul E-Land FC      | Seoul     | Park Choong-kyun | Mokdong-Stadion                 | 20.236    |
| Gimpo FC             | Gimpo     | Ko Jeong-un      | Solteo-Sportpark-Fußballstadion | 5.076     |
| Ansan Greeners FC    | Ansan     | Jo Min-guk       | Ansan-Wa~-Stadion               | 35.000    |
| Busan IPark          | Busan     | Park Jin-sub     | Busan-Asia-Main-Stadion         | 53.769    |
| Jeonnam Dragons FC   | Gwangyang | Lee Jang-kwan    | Gwangyang-Fußballstadion        | 14.284    |
| Cheonan City FC      | Cheonan   | Park Nam-yul     | Cheonan-Fußballcenter           | 2.881     |
| Chungbuk Cheongju FC | Cheongju  | Choi Yun-kyeom   | Cheongju-Stadion                | 30.000    |

Die Reihenfolge entspricht der Platzierung der Vorsaison 2022.

## Spielmodus
Anfangs bestand die Liga aus acht Teams und wurde dann auf zehn Mannschaften vergrößert. In den Spielzeiten 2015, 2016 und 2022 waren am Spielbetrieb elf Mannschaften beteiligt. Die Teilnehmerzahl wurde 2023 abermals auf 13 Vereine erhöht. Jede Mannschaft trägt zwei Heimspiele gegen alle anderen Mannschaften aus. Anschließend spielen die Zweit- bis Viertplatzierten gegeneinander, um den Relegationsteilnehmer zur K League 1 zu ermitteln. Dabei trifft im Play-off-Halbfinale der Dritte in einem Heimspiel auf den Vierten. Der Gewinner spielt anschließend im Play-off-Finale gegen den Zweiten. Der Gewinner des Finalspieles trifft in der Relegation auf den Vorletzten der K League 1. Die meisten Relegationsspiele gewannen bisher jeweils die Zweitligisten.

## Wirtschaft

### Lizenzbedingung
Um an der K League 2 teilnehmen zu dürfen, stellt die K League folgende Bedingungen an die Vereine:
- Jeder Verein muss sich selbst bis Saisonende finanziell versorgen können
- Die Vereine müssen Stadt-, Firmen- oder Armeefranchises sein
- Die Vereine müssen Fußballstadien haben, in denen Profifußball möglich ist
- Alle Vereine müssen professionelle Strukturen im Verein nachweisen (Trainerstab, Management etc.)

Die Vereine sind zudem dazu verpflichtet, eine Mindestanzahl an Spielern aus den eigenen Jugend- oder Universitätsmannschaft zu verpflichten.

### Zuschauerzahlen
Die Liga hat seit ihrer Entstehung ein Zuschauerproblem. Vereine und Fans beklagen dabei die sehr niedrigen Zuschauerzahlen. 2014 erreichte die K League 2 mit 1.211 Zuschauern pro Spiel ihren schlechtesten Wert, während sie 2017 mit durchschnittlich 2.323 Zuschauern pro Spiel ihren besten Wert erreichte. Im Durchschnitt befindet sich der Ligaschnitt bei ca. 1.500 Zuschauern. Auch im kontinentalen Vergleich mit anderen asiatischen zweiten Ligen hat die K League 2 eine sehr geringe Zuschauerattraktivität. Die meisten Fans kommen am 1. Heimspieltag in das Stadion, danach besucht nur noch ein Bruchteil die Spiele. Zu Zweitligaderbys kommen mehr Zuschauer ins Stadion, dennoch können sie mit anderen Zweitligazuschauerzahlen nicht mithalten (z. B. J2 League in Japan: ca. 6.000).
Die K League plante ehemals in ihrem 2022-Plan mit einer Zuschauerzahl von ca. 7.000 in der K League 2.

### Wirtschaftliche Situation der Vereine
Alle Vereine sind Franchises, die meisten davon sind städtische Vereine, die den jeweiligen Städten gehören. Da die Vereine Eigentümer besitzen, besteht in der Liga kein Zwang zu gewinnorientiertem Wirtschaften. Dennoch versucht die K League, durch z. B. die Einführung des Financial Fairplay die Vereine zum ordentlichen Wirtschaften zu bringen. Daejeon Citizen FC besaß während der Saison 2018 mehr als 50 Spieler, was bei Fans und dem Verband starke Kritik aufgrund des verantwortungslosen Wirtschaftens hervorrief.

## Bekannte Spieler
- Lee Keun-ho (Sangju Sangmu FC, 2013–2014)
- Adriano (Daejeon Citizen FC, 2014–2015)
- Aurelian Chițu (Daejeon Citizen FC, seit 2018)
- Park In-hyeok (Daejeon Citizen FC, seit 2018)